# Articolazione temporo-mandibolare
L'articolazione temporo-mandibolare (ATM) è posizionata bilateralmente e medialmente al meato acustico esterno e articola l'osso mandibolare con l'osso temporale, in particolare connette il condilo mandibolare con la fossa glenoidea del temporale. L'articolazione temporo-mandibolare è una diartrosi condiloidea doppia. Viene considerata doppia in quanto tra il condilo mandibolare e la cavità glenoidea del temporale s'interpone un disco completo che dà luogo a due cavità distinte che possono essere considerate come due articolazioni in serie. Infatti si distingue un compartimento superiore (o temporo-discale) e un compartimento inferiore o condilo-discale.

## Derivazione embriologica
Nella sesta settimana inizia la formazione della mandibola sotto abbozzi di osso membranoso localizzato lateralmente alla cartilagine di Meckel. La maggior parte della cartilagine di Meckel non è coinvolta nella formazione dell'osso della mandibola ma serve come supporto per la formazione di osso intramembranoso, poi si disintegra. L'ossificazione endocondrale invece ha luogo in una limitata parte della cartilagine di Meckel, estesa dal forame mentoniero fino quasi alla futura sinfisi. Dall'ottava vi è la condensazione del futuro condilo e primo abbozzo dello pterigoideo laterale. Dalla decima: abbozzo del condilo e attacco fibre muscolari pterigoideo nella parte media del condilo (direzione in alto e indietro). Tra la decima e la dodicesima settimana: nasce la cartilagine secondaria sempre nell'area del condilo; avvicinamento della parte condilare verso la squama del temporale e presenza di tessuto fibroso tra le due strutture; il tessuto fibroso si separa in due componenti: isola centrale e disco articolare. Dalla tredicesima settimana la cartilagine secondaria è il principale centro di crescita mandibolare. Dalla sedicesima settimana la cartilagine viene invasa da canali vascolari la cui direzione può essere associata con l'ultima direzione di crescita del condilo. La cartilagine viene poi sostituita da tessuto osseo con l'eccezione di una zona di cartilagine ialina proliferante situata sotto la superficie articolare fibrosa del condilo, dove rimane fino al terzo anno di vita. A 6 anni si ha lo sviluppo completo dell'apparato dentario con accorciamento dei muscoli elevatori. Tra i 3 e i 5 anni retrocede la vascolarizzazione del disco.

## Anatomia

### Ossa
Le due superfici articolari ossee che prendono parte a questa articolazione sono il processo condiloideo della mandibola e la fossa mandibolare dell'osso temporale.
Il processo condiloideo ha forma generalmente descritta come ovoidale, lungo latero-medialmente circa due centimetri e largo la metà, con asse maggiore diretto obliquamente in dentro e indietro. Anteriormente e inferiormente si restringe formando il collo del condilo che si fonde con il ramo della mandibola. Il condilo è dotato di due facce, una anteriore (versante anteriore) rivolta cranialmente e anteriormente; una posteriore (versante posteriore) che guarda indietro e in basso. Il versante anteriore partecipa all'articolazione temporo-mandibolare ed è infatti rivestito da tessuto fibroso, il versante posteriore è invece rivestito da periostio perché non partecipa all'articolazione. Le due facce sono unite in una cresta smussa a direzione trasversale chiamata cresta condilare che partecipa all'articolazione. Il suo margine superiore scende inferiormente formando l'incisura mandibolare. Strutturalmente è costituito da osso trabecolare rivestito da un sottile strato di osso compatto.
La superficie articolare dell'osso temporale si presenta più complessa. Essa è rappresentata dalla porzione anteriore della fossa glenoidea (o mandibolare), dalla eminenza articolare, dal piano preglenoideo e dal piano glenoideo mediale. La fossa mandibolare dell'osso temporale è laterale alla grande ala dello sfenoide e appena posteriore a una sporgenza che costituisce parte della superficie articolare, il tubercolo articolare. La fossa è inclinata anteriormente e inferiormente di 25° rispetto al piano occlusale, cioè quel piano passante per il bordo incisale degli incisivi inferiori. Il tetto della fossa, formato dalla porzione squamosa dell'osso temporale, è sempre molto sottile e la separa dalla fossa cranica media. La parte posteriore della fossa si solleva e va a formare una cresta denominata cresta articolare o labbro articolare posteriore. Questa s'ispessisce lateralmente andando a formare il processo post-glenoideo, situato anteriormente rispetto al meato acustico esterno. Lateralmente il margine della fossa costituisce una cresta sottile che si porta in avanti fino al tubercolo articolare. Medialmente la fossa è ristretta e delimitata dal processo entoglenoideo che termina a livello della spina dello sfenoide. L'eminenza articolare è una robusta protuberanza convessa in direzione antero-posteriore e concava in direzione trasversale, che corrisponde alla radice anteriore del processo zigomatico. I margini mediale e laterale dell'eminenza sono delimitati dalla presenza di sottili creste ossee. Il suo limite anteriore invece non è ben definito. Il piano preglenoideo è rappresentato da una superficie quasi orizzontale che si porta anteriormente a partire dall'eminenza articolare. Il piano glenoideo mediale è ristretto ed è localizzato medialmente rispetto al piano preglenoideo. Anche le strutture vicine alla superficie articolare sono fondamentali per l'articolazione. Ad esempio il tubercolo articolare che pur non essendo direttamente coinvolto nell'articolazione è di fondamentale importanza in quanto dà inserzione al legamento temporo-mandibolare.

### Cartilagine
Entrambe le superfici articolari sono rivestite da fibrocartilagine e non da cartilagine ialina come ci si aspetterebbe. La fibrocartilagine di questa articolazione è composta da quattro strati sovrapposti. Il primo strato, o strato articolare, è il più superficiale ed è costituito da fibre di collagene tipo I fortemente addensate e all'incirca parallele alle superfici articolari. Il secondo strato, o zona di proliferazione, è più sottile composta da condroblasti. Il terzo strato, o zona ipertrofica, è il più spesso, è formato da una matrice di fibre collagene di tipo II disposte in direzioni casuali in cui sono immersi numerosi condrociti. Il quarto strato, o zona di calcificazione, ha un aspetto simile al terzo ma presenta un numero minore di condrociti, è inoltre aderente all'osso subcondrale. La presenza di tessuto fibroso e cartilagine ialina nella superficie articolare assicura una resistenza alle forze di taglio e di compressione a cui è sottoposta durante i diversi movimenti funzionali della mandibola. Nella superficie articolare del temporale il tessuto fibroso è più spesso nel piano inclinato posteriore e nella sommità dell'eminenza articolare e ciò dimostra che la fossa stessa non sopporta sollecitazioni meccaniche nell'ambito dell'articolazione.
Il disco articolare dell'articolazione temporo-mandibolare ha una forma ovalare biconcava ed è costituito in parte da tessuto connettivo denso e in parte da cartilagine. Il disco è dotato di notevole consistenza questo varia in spessore in relazione alla sporgenza dell'eminenza articolare. Questo è più spesso posteriormente, si assottiglia nella porzione centrale per riacquisire spessore verso le periferia. In sezione frontale ha una forma caratteristica con una superficie superiore convessa e una superficie inferiore concava che si adatta perfettamente alla testa del condilo. In sezione sagittale, in condizioni di riposo, possono essere considerate tre parti: una anteriore spessa, che si trova al davanti della testa del condilo e in rapporto con la porzione più prominente dell'eminenza articolare. Anteriormente forma due estensioni, una superiore e una inferiore che si inseriscono rispettivamente sul piano preglenoideo e sul margine anteriore del collo del condilo. Tra le due estensioni si inserisce il capo superiore del muscolo pterigoideo esterno. Una parte sottile tra la regione anteriore della testa del condilo e il versante posteriore inclinato dell'eminenza articolare. Una parte posteriore spessa (più spessa della porzione anteriore) tra la sommità della testa del condilo e il tetto della fossa mandibolare. Posteriormente il disco si divide in due lamine, una inferiore fibrosa e una superiore elastica, chiamate nel complesso legamento posteriore. Quella inferiore si porta verso il condilo e vì si inserisce mentre la lamina superiore ha inserzione nella fessura squamo timpanica. Tra queste due lamine si trova una zona riccamente vascolarizzata denominata cuscinetto retrodiscale. Il complesso formato dalle due lamine e dal cuscinetto retrodiscale prende il nome di zona bilaminare. Il cuscinetto retrodiscale è costituito da trabecole di tessuto connettivo ricco di fibre elastiche che formano una trama nelle cui maglie si trovano cellule adipose, fibre nervose e un ricco plesso venoso. Le vene hanno parete molto sottile con accumuli di cellule muscolari che possono funzionare come dispositivo di blocco nel caso in cui il condilo si porti troppo indietro. Alcuni capillari possono anche partecipare alla produzione della sinovia perché presentano discontinuità che comunicano con la cavità articolare. I margini del disco sono in parte fusi con la capsula fibrosa che circonda l'articolazione, la quale invia inoltre dei fascetti che fissano il disco e forma un anello periferico di rinforzo, ciò permette al disco di restare a contatto con il condilo della mandibola. Il disco è avascolarizzato e non innervato nella sua porzione centrale mentre vasi e nervi sono presenti in periferia dove il carico a cui il disco è sottoposto è minimo. Vasi e nervi sono presenti anche nella porzione centrale nel primo anno di vita.

### Capsula e legamenti articolari
L'articolazione temporo-mandibolare presenta una capsula articolare costituita da tessuto connettivo lasso fibroso (fibre collagene di tipo 1, anaelastico) che circonda l'articolazione nella sua interezza. La faccia esterna della capsula origina a livello della fossa mandibolare, in particolare dai margini mediale e laterale della stessa, dal tubercolo articolare e dalla fessura squamo-timpanica inserendosi al di sotto del collo del condilo mandibolare, mentre la faccia interna prende contatto con i margini mediale, laterale e anteriore del disco articolare e con le lamine retrodiscali superiore e inferiore (margine posteriore del disco), suddividendo l'articolazione in 2 cavità distinte, superiore temporo-discale (superficie superiore del disco articolare + fossa articolare) e inferiore condilo-discale (superficie inferiore del disco + condilo mandibolare). Ciascuna cavità è rivestita da una membrana sinoviale propria e svolge un ruolo diverso nella mobilità mandibolari. Lateralmente e medialmente la capsula e il disco sono connessi in modo indipendente ai poli laterale e mediale del condilo. La connessione diretta del disco ai due poli del condilo consente la simultaneità nei movimenti della mandibola e del disco stesso. La capsula possiede una ricca innervazione (nervo auricolo temporale, nervo masseterino, nervo pterigoideo laterale, nervo temporale posteriore profondo). Essa può essere considerata un legamento che ha la funzione di proteggere le strutture interne articolari e di limitare l'estensione anteriore del disco.
La faccia interna della capsula è rivestita da una membrana sinoviale costituita da cellule endoteliali e sinoviociti che permette il nutrimento e la lubrificazione dei componenti articolari. Le fibre della capsula che si inseriscono sul disco articolare servono a stabilizzare il condilo. I sinoviociti si occupano della secrezione della maggior parte dei costituenti del liquido sinoviale e ne regolano il volume e la composizione. Questi si distinguono in sinoviociti di tipo A e di tipo B. I sinoviociti di tipo A si occupano principalmente della rimozione dal liquido sinoviale di componenti che derivano dal catabolismo cellulare. Quelli di tipo B producono dermatan-solfato, condroitin-solfato e fibronectina che entrano nella composizione del liquido sinoviale. Il liquido sinoviale presente nelle cavità articolari dell'articolazione temporo-mandibolare è circa 1 ml. La sua funzione è quella di lubrificare la cavità articolare, ammortizzare gli urti e distribuire i nutrienti. La copertura sinoviale si dispone a formare piccole pieghe e villi specialmente nella regione del cuscinetto retro-discale.
Oltre alla capsula si distinguono quattro legamenti: il legamento temporomandibolare, il legamento collaterale (doppio per ciascun lato),il legamento sfenomandibolare e il legamento stilomandibolare. Il legamento principale è il temporomandibolare gli altri vengono chiamati nel complesso legamenti di rinforzo o pseudolegamenti:
- Il legamento temporomandibolare (o legamento laterale) è costituito da 2 fasci di fibre, orizzontali e oblique, le fibre orizzontali costituiscono la porzione più piccola, di forma triangolare, che origina dall'eminenza articolare dell'osso temporale e si inserisce a livello del margine inferiore della superficie articolare posteriore del condilo mandibolare. Inoltre le fibre orizzontali costituiscono il fascio più profondo del legamento e limitano i dislocamenti posteriori e laterali del capo articolare (limita la retrusione e la laterotrusione). Le fibre oblique invece costituiscono la porzione più grande, con forma paragonabile a quella di un ventaglio che origina dall'eminenza articolare dell'osso temporale e si inserisce posteriormente a livello del collo del condilo. Le fibre oblique formano lo strato più superficiale e intervengono nella limitazione dei movimenti del condilo in avanti e indietro mantenendolo aderente alla superficie articolare (limitano l'apertura della bocca). Le fibre sono connesse al disco articolare a livello del polo laterale del condilo della mandibola e in corrispondenza del contorno posteriore del disco. Serve a sostenere la mandibola nello spazio e a proteggerla della dislocazione. La parotide in vivo gli è laterale.
- Il legamento collaterale (laterale e mediale) è costituito da due fasci di fibre simmetrici che originano a livello della banda intermedia del disco articolare e si inseriscono a livello dei poli mediale e laterale del condilo mandibolare. Essi rappresentano un ispessimento della capsula articolare lateralmente e medialmente e sono fondamentali per consentire al disco e al condilo di ruotare l'uno sull'altro. Il legamento collaterale laterale è più spesso ed è inserito più caudalmente rispetto al mediale. Il fascio mediale va dalla superficie mediale del disco al polo mediale del condilo. Il fascio laterale si estende invece dalla porzione laterale del disco al polo laterale del condilo. Questi 2 fasci servono ad ancorare il disco al condilo e consentono la contemporaneità dei movimenti condilo-discali nei movimenti simmetrici della mandibola.
- Il legamento sfenomandibolare è un fascio di tessuto connettivo denso a forma di "Y" rovesciata che si estende dalla lingula e dai margini del solco miloioideo sino alla spina angolare dello sfenoide. È mediale rispetto alla capsula, in rapporto superiormente e lateralmente con il muscolo pterigoideo laterale, con l'arteria mascellare interna che lo separa dal processo condiloideo ma anche il nervo auricolotemporale, il nervo alveolare inferiore e l'arteria meningea media. Presso la lingula della mandibola, appena inferiormente alla sua inserzione nel solco milojoideo decorrono l'arteria alveolare inferiore e il nervo milojoideo. Inferiormente a esso si trova il muscolo pterigoideo mediale. Rappresenta il residuo della cartilagine di Meckel le cui porzioni laterali per ossificazione danno origine alla lingula mandibolare e alla spina dello sfenoide. In molti soggetti questo legamento è molto sottile e ha margini anteriori e posteriori piuttosto indistinti. Serve a proteggere i vasi e i nervi che passano attraverso il forame mandibolare dallo stress prodotto dai movimenti di apertura e di chiusura della bocca. Limita la protrusione e la mediotrusione.
- Il legamento stilomandibolare ha forma stretta e allungata, si estende dal processo stiloideo dell'osso temporale sino al margine posteriore della mandibola e talvolta all'angolo della mandibola. È considerato un ispessimento della fascia cervicale profonda. Serve a limitare un'eccessiva protrusione della mandibola, si trova infatti rilassato nei movimenti di apertura e di chiusura della bocca. Rappresenta inoltre un punto di repere importante per l'esposizione dell'arteria carotide esterna in corrispondenza della fossa retromandibolare.

### Vascolarizzazione e innervazione
Come nel caso di altre articolazioni i vasi e i nervi si distribuiscono soprattutto alla capsula.
La vascolarizzazione arteriosa proviene da rami dell'arteria mascellare, più superficiale e che va ad abbracciare il condilo e vascolarizza la faccia medio-posteriore e dell'arteria temporale superficiale che decorre tra il meato acustico esterno e il condilo mandibolare e vascolarizza la faccia latero-anteriore. I rami dell'arteria mascellare interessati nella vascolarizzazione dell'articolazione-temporo mandibolare sono: l'arteria auricolare profonda, l'arteria timpanica anteriore e superiore e l'arteria meningea media. Mentre dell'arteria temporale superficiale sono d'interesse i rami profondi dell'arteria media della faccia.
In corrispondenza della parte posteriore della capsula troviamo un plesso venoso molto ricco che serve a eguagliare la pressione dei tessuti tramite un meccanismo di svuotamento e riempimento che si verifica mentre il condilo si sposta in avanti e indietro durante la masticazione. Questi vasi hanno infatti pareti molto elastiche e la loro dilatazione riempie lo spazio. Questa struttura prende il nome di Shunt artero-venoso. Le vene articolari costituiscono un'ampia rete anche intorno al condilo, specialmente nella parte posteriore, e drenano nel plesso venoso pterigoideo tributario della vena mascellare e retromandibolare. Se il disco viene dislocato anteriormente, il condilo carica questo tessuto e causa dolore. Quando le articolazioni vengono caricate a causa di un trauma i tessuti sono colpiti da infiammazione ed edema.
L'innervazione sensitiva fa capo al nervo auricolotemporale (ramo collaterale del nervo mandibolare). Anteriormente alcuni rami dipartono dal nervo masseterino e dal nervo temporale profondo posteriore.

## Funzione
Si distinguono infatti movimenti simmetrici (apertura, chiusura, protrusione, retrusione) e asimmetrici (lateralità, masticatori e altri movimenti automatici).
Si distinguono inoltre dei movimenti limite, di contatto e liberi.
I movimenti limite sono tutti quei movimenti che l'articolazione concede come estremi alla mandibola.
I movimenti di contatto sono tutti quei movimenti che avvengono mantenendo un contatto fra i denti delle due arcate (protrusione, lateralità, retrusione).
I movimenti liberi sono cosiddetti dal momento che sono compresi tra i due precedenti.

### Posizioni e movimenti
L'articolazione temporo-mandibolare è un'articolazione bilaterale ovvero agisce su due complessi articolari, quello di destra e quello di sinistra. Le articolazioni dei due lati operano in modo coordinato per consentire i diversi movimenti della mandibola. Inoltre le due articolazioni sono piuttosto distanti tra di loro e su lati opposti della testa. La pressione varia a seconda dei vari movimenti che compie la mandibola durante la masticazione. Secondo studi recenti l'articolazione opposta al lato in cui viene esercitata maggiore forza durante la masticazione è quella che sostiene una maggiore pressione. L'articolazione di ciascun lato è rappresentata da due articolazioni in serie dentro una singola capsula, cioè una superiore o temporo-discale e una inferiore o condilo-discale. Dal punto di vista funzionale ogni articolazione è doppia.
Le posizioni o posture più comuni dell'articolazione temporo-mandibolare sono: posizione di riposo, posizione di asse cerniera, posizione centrica occlusale e altre posizioni occlusali.
- Posizione di riposo: viene assunta dalla mandibola quando l'individuo ha muscolatura mandibolare rilassata, ha la testa in posizione eretta e lo sguardo rivolto all'orizzonte. La posizione di riposo non può essere considerata una posizione statica, infatti questa varia continuamente in rapporto alla postura dell'individuo, ai fenomeni di affaticamento e può anche variare durante l'arco di una giornata. Le posizioni della mandibola sono influenzate da formazioni come la cute, i muscoli facciali, le fasce che se stirate tendono a spostarla verso il basso e indietro rispetto alla posizione di riposo. Una posizione di questo tipo non è riproducibile in modo preciso perché influenzata da diversi fattori. In questa posizione i denti non sono a contatto tra di loro ma è presente uno spazio (spazio interocclusale o free-way space) tra le due arcate che tra i due incisivi è di circa 2.5 mm. Le labbra si sfiorano tra di loro. Questa posizione è indipendente dalla forma, dal numero o dalla presenza o meno di denti mentre è strettamente correlata al tono dei muscoli mandibolari e alla forza di gravità. Infatti anche se un muscolo si trova in una situazione di riposo è presente una tensione residua chiamata tono di riposo. I muscoli che controllano i movimenti della mandibola sono muscoli antigravitari e in questa tipologia di muscoli una parte dei fasci muscolari è sempre in contrazione. Quindi alcune fibre si trovano in uno stato di affaticamento, altre sono contratte per garantire la normale postura della mandibola. Questo meccanismo è importante perché garantisce l'integrità delle articolazioni mantenendo i due capi articolari a contatto con il disco articolare.
- Posizione di asse cerniera: è la posizione in cui i condili si trovano addossati al margine posteriore dei dischi articolari e i denti sono appena distaccati. La posizione di riposo del condilo è leggermente anteriore rispetto a questa posizione. Da questa posizione è possibile svolgere il movimento di innalzamento o abbassamento della mandibola che si compie soltanto quando la mandibola è in retrusione forzata. L'asse di rotazione del movimento a cerniera corrisponde a una linea orizzontale che passa per i centri dei condili.
- Posizione centrica occlusale: è la posizione in cui i denti sono in occlusione e si ha quindi un contatto tra i denti dell'arcata superiore e inferiore. I condili mandibolari sono nella loro posizione di riposo ovvero ruotati leggermente indietro. Questa è la posizione che, in una situazione ideale, la mandibola dovrebbe assumere se chiusa di scatto partendo da una posizione di apertura.
- Rapporto protrusivo occlusale: o occlusione incisiva, è la posizione in cui i quattro incisivi centrali sono a contatto tra di loro. Gli altri denti non sono in occlusione. I condili si trovano nel punto più rilevato dell'eminenza articolare.
- Rapporto occlusale laterale: i denti posteriori dell'arcata superiore sono in contatto con quelli dell'arcata inferiore lungo la linea delle creste delle cuspidi linguali e buccali. I denti controlaterali non sono in occlusione nella dentizione naturale.

I movimenti della mandibola sono relativi e seguono le osservazioni generali sulla fisica del movimento. In tutti i movimenti che compie la mandibola, come in condizione di riposo, i condili, i dischi articolari e le eminenze rimangono in contatto tra di loro. C'è quindi una stretta dipendenza tra la forma della superficie articolare dell'osso temporale, in cui il condilo e il disco si spostano e i movimenti. Nel guidare i movimenti interviene la muscolatura che ha un ruolo fondamentale e intervengono i legamenti.
I legamenti limitano l'estensione del movimento. Il legamento temporomandibolare ha un ruolo guida nei movimenti di apertura e di chiusura della bocca. Nella posizione di massima apertura si assiste a uno spostamento anteriore del condilo sul piano articolare appiattito e il legamento viene stirato bloccando il movimento. Nella posizione di chiusura il condilo ruota posteriormente e si sposta indietro e in alto. L'articolazione in maniera forzata potrebbe essere spostata ancora più indietro, ma interviene in fascio orizzontale del legamento temporomandibolare la cui tensione comporta un blocco del movimento. I legamenti discali mediali e laterali che fissano il disco ai poli mediale e laterale del condilo fanno in modo che il disco possa ruotare in avanti e indietro quando il condilo si muove in alto e in basso rimanendo allineato con la direzione delle forze. Il legamento stilomandibolare limita la protrusione insieme al legamento sfenomandibolare che limita anche la mediotrusione.
Oltre ai legamenti nell'ambito dell'articolazione intervengono i muscoli che si occupano di mantenere la sua integrità e influenzano i movimenti. I muscoli principali che intervengono sono sei coppie e sono attivi in tutti i movimenti della mandibola. I muscoli del collo, stabilizzando il cranio e l'osso ioide costituiscono una base solida da cui i muscoli di apertura e di chiusura possono agire. Si può infatti notare che durante la masticazione l'osso ioide si sposta ritmicamente con la mandibola e questo cambiamento di posizione costituisce un vantaggio meccanico per l'apertura della mandibola.
Nel movimento di apertura i condili ruotano su un asse trasversale e i dischi articolari scivolano verso il basso e in avanti lungo l'eminenza articolare. I primi ad intervenire sono i muscoli pterigoidei esterni che fissano i condili contro il piano inclinato posteriore dell'eminenza articolare. Poi si contraggono i muscoli digastrici e come conseguenza della loro contrazione si ha la rotazione della mandibola intorno a un asse orizzontale che passa per i rami mandibolari. Gli elevatori della mandibola agiscono come equilibratori nei confronti di questa azione muscolare. I muscoli del cranio e l'osso ioide fungono da stabilizzatori.
Nel movimento di chiusura interviene il massetere insieme al muscolo pterigoideo interno che è responsabile della forza occlusale massima. Il massetere è responsabile anche della forza di triturazione dei denti molari, del digrignamento dei denti sia nella sua forma statica (serramento) sia dinamica (bruxismo) e il suo capo profondo viene attivato nei movimenti di retrusione.
Nel movimento di lateralità il condilo e il disco di un lato scivolano verso il basso e in direzione mediale mentre il condilo e il disco dell'altro lato ruotano in direzione laterale intorno a un asse verticale. I muscoli pterigoidei interni trascinano il condilo verso l'interno e in avanti mentre i fasci obliqui del muscolo temporale esercitano la loro azione in direzione esterna e posteriore contribuendo alla rotazione del condilo.

## Patologia
L'articolazione temporo-mandibolare e le modificazioni patologiche che questa subisce hanno importanza per tre principali motivi: il primo è che è stato dimostrato che una iperocclusione o una qualsiasi dislocazione della mandibola, come può verificarsi in seguito alla perdita dei denti, ad esempio, è una causa di un grave disturbo per il paziente. È necessario comprendere appieno il meccanismo di questi disturbi se si vuole intraprendere una terapia logica e che abbia successo. Inoltre le dislocazioni traumatiche della mandibola, presentano alcune particolarità che derivano soprattutto dalla caratteristica anatomia funzionale di questa articolazione. Infine l'esposizione chirurgica dell'articolazione temporo-mandibolare e delle sue componenti, richiede una conoscenza particolareggiata dei rapporti anatomici, poiché esistono rischi di un danno permanente al paziente derivanti dall'utilizzo di tecniche improprie.

### Disturbi funzionali
Cause comuni di danni dell'articolazione temporo-mandibolare, con l'eccezione dei traumi acuti come ferite o fratture della mandibola sono: la iperocclusione della mandibola, le disarmonie occlusali e la tensione psichica. Con ogni probabilità l'ultimo punto rappresenta un fattore importante anche nei casi di iperocclusione o di disarmonia occlusale: di per sé, questi due fattori non determinano spesso danni dell'articolazione.
Il comune denominatore in tutti i casi risiede nella muscolatura mandibolare. Guidato, correlato ed equilibrato da un controllo centrale e corretto da riflessi propriocettivi, questo meccanismo può essere soggetto ad anomalie che portano a uno squilibrio tra questi muscoli che, normalmente, sono armonizzati in modo molto preciso nella loro stessa azione.
Nella iperocclusione, i muscoli elevatori della mandibola devono accorciarsi più del normale per determinare il contatto occlusale tra arcata superiore e arcata inferiore. Questo altera i meccanismi regolatori a partire dai propriocettori localizzati nei muscoli della mandibola, nei loro tendini e nell'articolazione.
Le disarmonie occlusali inviano stimoli abnormi ai propriocettori dei legamenti periodontali e, da questo punto, impulsi nervosi raggiungono i muscoli per via riflessa. Mentre impulsi ben equilibrati dai legamenti periodontali salvaguardano l'attività bilanciata della muscolatura mandibolare, la presenza di stimoli abnormi provoca la disfunzione di questi muscoli e altera l'armonia della loro funzione.
La tensione psichica di per sé può aumentare a tal punto l'attività muscolare, particolarmente durante la notte o durante un lavoro molto impegnativo, che i muscoli entrano in un circolo vizioso di contrattura che aumenta sempre di più.  La tensione psichica può anche facilitare riflessi neuronali nocivi in corso di iperocclusione o di disarmonie occlusali. Come risultato di tutti questi fattori si stabiliscono periodi più o meno lunghi di contrattura muscolare. Dal momento che tutti i muscoli che lavorano in maniera coordinata in gruppo, sono collegati da fibre nervose a significato riflesso, per cui possono influenzarsi gli uni con gli altri e una situazione di contrattura, dovunque sia insorta, può alla fine interessare tutto il gruppo.  Anche gruppi di muscoli che non sono attaccati alla mandibola, ma che sono indispensabili per il suo corretto funzionamento, possono essere interessati: è l'esempio dei muscoli del collo e tutti i muscoli ioidei.
La contrattura della muscolatura mandibolare può dare inizio a modificazioni degenerative dell'articolazione temporo-mandibolare, aumentando e mantenendo alta una pressione abnorme sui tessuti fibrosi dell'articolazione. Sebbene questi tessuti siano privi di vasi sanguigni, una circolazione di fluidi tissutali è indispensabile per il loro trofismo, e quindi per la loro nutrizione. Tuttavia, le osservazioni cliniche e patologiche consentono di dimostrare che nella parte delle malattie articolari è attivo un meccanismo di danno ulteriore e molto più grave.
Per quanto riguarda il disco articolare è necessario ricordare due fatti, e cioè: l'inserzione di fasci muscolari sul suo labbro anteriore e la connessione lassa del suo margine posteriore alla capsula articolare. Nel caso in cui i muscoli masticatori si trovino in stato di contrattura, le inserzioni muscolari unilaterali possono provocare una dislocazione del disco e quindi una modificazione dei suoi rapporti con il condilo. Nella fase in cui i muscoli contratti perdono la loro azione sinergica, e quindi agiscono gli uni contro gli altri, il disco può essere mantenuto in situ mentre la mandibola è dislocata posteriormente; altrimenti la mandibola può essere stabilizzata mentre il disco è spostato anteriormente o, più probabilmente, si può realizzare una combinazione di queste due possibilità.
La conseguenza successiva è quella di un impatto del condilo sul tessuto connettivo lasso che si trova dietro al disco.  L'immediata conseguenza di questo impatto è il dolore che origina in questa regione molto sensibile e, successivamente e in maniera inevitabile, l'inizio di una degenerazione dell'articolazione.  Il disco perde allora la sua connessione posteriore con la capsula, e la perdita di un'estesa area del tessuto sinoviale porta ad una resistenza di tutti i tessuti dell'articolazione che non possiedono vasi sanguigni ma vengono nutriti attraverso il fluido sinoviale. In tal modo, inizia un circolo vizioso che può portare alla totale distruzione dell'articolazione.
Un importante sintomo di malattia dell'articolazione temporo-mandibolare è il dolore nella regione dell'articolazione stessa che si irradia alla tempia, all'orecchio, alle fauci, alla guancia e alla lingua. Si è cercato di spiegare questo dolore come conseguenza di una compressione del nervo auricolotemporale e della corda del timpano fra l'osso timpanico e il condilo, che è dislocato verso l'alto e indietro; tuttavia questa spiegazione non ha significato dal punto di vista anatomico, in quanto il nervo auricolotemporale incrocia il margine posteriore della mandibola non a livello del condilo ma ben più in basso, cioè a livello del collo della mandibola. Per cui non esiste dislocazione del condilo che possa, in nessun caso, determinare una pressione su questo nervo.  Il solo possibile rischio che può derivare al nervo auricolotemporale si ha nella frattura del collo mandibolare, a causa degli intimi rapporti del nervo stesso con il margine posteriore dell'osso.
Anche la parte extratimpanica della corda del timpano è ben protetta, dopo che il nervo ha lasciato la cassa del timpano attraverso un piccolo canale nella fessura petrotimpanica. Sebbene questo nervo sia situato al di dietro dell'inserzione della capsula articolare, la corda del timpano non si trova in stretto rapporto con la capsula, poiché continua il proprio decorso medialmente, in profondità della fessura petrotimpanica. La fessura petrotimpanica termina al di dietro della spina angolare dello sfenoide, e la corda del timpano si incurva anteriormente intorno alla faccia mediale della spina, che spesso è anche scavata a doccia per accogliere questo piccolo nervo.  In corrispondenza del margine della spina angolare, la corda anteriore del timpano volge in avanti e in basso per unirsi al nervo linguale. Non c'è quindi alcuna possibilità che una pressione si eserciti sulla corda del timpano per una dislocazione del condilo.
Il dolore locale nelle malattie dell'articolazione temporo-mandibolare prende origine a partire dalla capsula lesa o danneggiata e dal cuscinetto retrodiscale, ma il dolore irradiato origina, nella maggior parte dei casi, a partire da uno spasmo muscolare. Il dolore nella regione della tempia e dell'orecchio proviene dal muscolo temporale, quello localizzato a livello delle fauci dagli pterigoidei, il dolore della guancia deriva dal massetere, e quello della lingua dai muscoli genioioidei.
Una diminuzione dell'udito in iperocclusione è stata frequentemente segnalata in casi di dislocazione posteriore della mandibola. Il meccanismo che sostiene questo disturbo sembra derivare o da una pressione esercitata contro l'osso timpanico, oppure da qualche effetto sulla tuba uditiva e da un disturbo nella funzione del muscolo tensore del palato nell'eguagliare la pressione esterna a livello della cassa del timpano.
L'ipotesi che il condilo possa esercitare una pressione sulla lamina timpanica, tale da portare ad una erosione dell'osso, è fondata però su considerazioni errate, infatti: innanzitutto, la presenza del labbro articolare posteriore o di un processo postglenoideo al di dietro della fossa articolare e al davanti dell'osso timpanico impedisce che il condilo possa esercitare qualsiasi pressione contro la parete del meato acustico, anche se questo potesse essere dislocato contro la parete posteriore della fossa articolare. Il processo postglenoideo, anche se variabile nelle dimensioni, manca soltanto in casi rari. Una distruzione di questo processo e del labbro posteriore dovrebbe precedere qualsiasi effetto sull'osso timpanico. In secondo luogo, le alterazioni dell'osso timpanico al di dietro dell'articolazione temporo-mandibolare sono, quasi sempre, determinate da un arresto di sviluppo dell'osso timpanico stesso. Quando l'anello timpanico si trasforma in lamina timpanica, si trova sempre un foro nel pavimento del meato acustico: questo foro compare alla fine del secondo anno di vita e non si oblitera al più presto fino alla fine del terzo anno, e in molti bambini non prima della fine del quinto anno di vita. L'esame statistico di un gran numero di crani ha dimostrato che residui di questo difetto persistono in almeno il 20% degli adulti esaminati.
La tuba uditiva, che mette in comunicazione la cassa del timpano con la parete nasale della faringe, è costituita da una breve parte ossea e da una porzione cartilaginea molto più lunga; quest'ultima, fissata alla base del cranio in corrispondenza della fessura sfenopetrosa, non è interamente circondata da cartilagine. In sezione trasversa la cartilagine presenta più o meno una forma di C; essa delimita perciò soltanto i tre quarti della circonferenza del condotto tubarico. La parete superiore, inferiore e quella postero-mediale della tuba sono cartilaginee, mentre la parete antero-laterale è membranosa. Dal punto di vista funzionale queste caratteristiche di organizzazione della parete tubarica sono importanti, poiché consentono alla parte membranosa di collassarsi determinando una chiusura della tuba in condizioni di riposo, affinché venga impedito il libero accesso di secreti e di batteri nella cassa del timpano; per consentire all'aria di penetrarvi, cioè di compensare in questa sede la deplezione di aria determinata dall'assorbimento attraverso la mucosa, la tuba si apre attivamente in ogni atto di deglutizione. Il muscolo che agisce sull'apertura della tuba è il tensore del palato che origina dallo sfenoide, davanti e lateralmente rispetto alla tuba stessa; tuttavia fasci del muscolo tensore del palato originano anche dalla parete membranosa della tuba. Ogni contrazione di questo muscolo stira perciò la parete membranosa allontanandola da quella cartilaginea, aprendo così il lume del condotto.
L'azione del muscolo tensore sulla tuba, che porta quindi alla stabilizzazione del volume e della pressione dell'aria nella cassa del timpano, è un fenomeno automatico ma non riflesso. L'uomo, destinato dalla natura a vivere sulla terraferma, non ha dovuto sperimentare grandi variazioni di pressione atmosferica, e con i ripetuti atti di deglutizione che effettua durante il giorno e la notte, provvede continuamente a rinnovare l'aria nell'orecchio medio. La civilizzazione ha però offerto all'uomo la possibilità di salire o scendere rapidamente, come può avvenire in un ascensore o in un aereo, e di applicare perciò nuove sollecitazioni alla cassa del timpano. Scendendo nell'atmosfera, la pressione esterna diminuisce rapidamente, mentre la pressione all'interno dell'orecchio medio rimane al valore esistente a livello del suolo. Perciò la membrana del timpano è compressa verso l'esterno; da ciò deriva quel senso di otturazione dell'orecchio, e infine dolore con l'impossibilità di mettere in vibrazione libera la catena ossiculare contenuta nella cassa del timpano e quindi riduzione dell'acuità uditiva.
Soltanto la deglutizione conscia e volontaria, oppure accidentale, elimina questi sintomi determinando una eguaglianza della pressione all'esterno e all'interno della membrana del timpano e ciò avviene grazie alla comunicazione stabilita dalla tuba. L'evento opposto si verifica se un individuo, dopo avere equilibrato la pressione timpanica, discende rapidamente da una certa altezza.
L'iperocclusione della mandibola è stata considerata come la causa dei disturbi funzionali del muscolo tensore del palato. Questa affermazione è certamente sbagliata, se si considera la posizione della parte carnosa del muscolo, fra le due strutture ossee sulle quali si fissa e cioè la base del cranio e l'uncino pterigoideo. Inoltre, la deglutizione non è detto che avvenga sempre quando i denti sono in occlusione, ma talvolta, ad esempio nell'atto di bere, si deglutisce con la mandibola in posizione di riposo o addirittura in posizione di apertura. In questi rapporti della mandibola, il muscolo tensore del palato certamente può funzionare in condizioni normali e durante il giorno ha luogo in automatico una sufficiente regolazione della pressione dell'aria. Difficoltà alla deglutizione in pazienti con iperocclusione possono essere dovute a un'alterata posizione della lingua, ma mai a un'alterazione dei muscoli palatini.
Se si potesse confermare l'osservazione che i pazienti con iperocclusione della mandibola soffrono anche di un difetto di ventilazione della cassa del timpano, le variazioni nella tuba dovrebbero allora essere tali da impedire l'apertura del canale, malgrado la normale contrazione del muscolo tensore del palato; un edema della mucosa che tappezza la tuba, potrebbe rendere ragione di una sua permanente chiusura. Un'alterazione nel drenaggio sanguigno o linfatico, o un edema della mucosa tubarica in pazienti con spasmi della muscolatura mandibolare (muscoli pterigoidei) può esserne la causa principale.

### Lussazione
L'articolazione temporo-mandibolare è forse l'unica articolazione del corpo umano che può lussarsi senza azione di forze esterne. Lussazioni simili, ad esempio della spalla, hanno luogo solo in seguito a un danno che abbia traumatizzato la capsula articolare o i legamenti.
La lussazione dell'articolazione temporo-mandibolare è spesso bilaterale e si svolge sempre in direzione anteriore. Il condilo, quindi, si viene a trovare al davanti dell'eminenza articolare, sul piano preglenoideo. La bocca rimane largamente aperta e qualsiasi tentativo di chiuderla va solo ad aggravare la situazione. Il danno alla capsula articolare porta a una contrattura dei muscoli della mandibola e particolarmente degli elevatori. Per ridurre la lussazione, occorre superare l'azione di stiramento dei muscoli in condizione di contrattura mediante una forte pressione esercitata verso il basso. Allora la mandibola facilmente scivola indietro, riprendendo la sua posizione corretta. Le contratture muscolari possono essere eliminate iniettando un anestetico locale nella parte posteriore della capsula e nel cuscinetto retro discale che, verosimilmente, sono le regioni più danneggiate. L'anestesia interrompe i riflessi, patologicamente aumentati, a partenza muscolare e mette fine allo stato di contrattura. Nel tentare di comprendere il meccanismo della lussazione mandibolare si deve ricordare che, nella maggior parte dei soggetti, quando la bocca è fortemente aperta il condilo e il disco normalmente si spostano in avanti, oltre la sommità dell'eminenza articolare. Sembra che una dislocazione patologica a partire da questa posizione possa essere determinata da un'insufficienza di coordinazione muscolare. In condizioni normali, il movimento di chiusura inizia con una retrazione della mandibola che porta il condilo in posizione di sicurezza, al di dietro del rilievo dell'eminenza articolare. Questo significa che quelle parti della muscolatura mandibolare che hanno azione retrusiva, si contraggono prima che la parte elevatrice dei muscoli masticatori possa agire pienamente. Ma prima che i muscoli retraenti comincino ad agire, il muscolo pterigoideo esterno, che ha portato disco e mandibola in avanti, deve rilasciarsi per consentire la retrazione della mandibola. Quando questa coordinazione muscolare viene disturbata, e i muscoli pterigoidei esterni restano in stato di contrazione pressoché spastica all'inizio del movimento di chiusura invece di rilasciarsi, i muscoli elevatori della mandibola esercitano loro forza mentre il condilo è mantenuto ancora in una posizione pericolosa, in corrispondenza del punto più elevato dell'eminenza articolare o al davanti di questa. La lussazione è allora inevitabile e i tentativi dei muscoli retrusori di riportare la mandibola all'indietro, nella sua posizione normale, non riescono e pertanto la chiusura della bocca risulta impossibile.

### Patologie congenite
IPOPLASIA CONDILARE: di solito colpisce il condilo, ma può colpire anche il ramo della mandibola, anche se nella maggior parte dei casi non c'è interessamento del resto della mandibola.
Può essere congenita e anche connatale, infatti può essere acquisita durante l'espletamento del parto associata quindi a traumi o emorragie.
Inoltre, anche le infezioni virali o le terapie radianti durante il periodo fetale possono favorire questo tipo di patologia. Si può verificare una asimmetria facciale con conseguente deviazione della linea mediana dalla parte della patologia; questo inevitabilmente ha ripercussioni sull'estetica facciale. La patologia è accompagnata da dolore e richiede, da parte dell'Odontoiatra, un intervento su più fronti che include la chirurgia, l'ortodonzia, la gnatologia e la protesi.
IPERPLASIA CONDILARE: si ha un aumento del condilo della mandibola, senza che vi sia la presenza di neoplasia. Questo ipersviluppo può anche interessare l'intera mandibola o parte di essa, potendo anche coinvolgere altre parti del cranio.
Si assiste ad una deviazione della mandibola verso il lato opposto rispetto alla patologia. Siamo in presenza di un morso aperto che può creare problemi in caso di trattamento ortodontico.
L'eziologia è sconosciuta e la terapia è chirurgica.
AGENESIA O APLASIA CONDILARE: durante lo sviluppo delle ossa del cranio o della mandibola si assiste alla mancanza del condilo. La causa è l'assenza dell'abbozzo primitivo del condilo durante l'embriogenesi. La mandibola è deviata verso il lato dove è presente la patologia.
IPERTROFIA DEL CORONOIDE: si può presentare in due forme differenti: -congenita bilaterale
-postraumatica
1. si verifica una calcificazione del tendine del temporale e si sviluppa soprattutto nei maschi in età compresa tra i 13 e 16 anni.
2. Colpisce entrambi i sessi ed è di solito omolaterale. In questa variante c'è una limitazione funzionale per l'apertura della bocca che è limitata e difficoltà nella lateralità verso il lato opposto rispetto alla patologia.

Il dolore è più intenso sia spontaneamente sia alla palpazione, mentre palpando nella zona davanti al condilo si percepisce un piastrone non comprimibile, con conseguente difficoltà a percepire il movimento del condilo.

### Patologie acquisite
OSTEOCONDRITE GIOVANILE: di solito si manifesta fra i 14 e i 19 anni nel sesso femminile. Si ha gonfiore all'ATM durante la fase acuta con limitazione funzionale. Sono presenti anticorpi anticartilagine. Il gonfiore dell'articolazione può perdurare 1 o 2 mesi nella fase acuta accompagnata da capsulite posteriore e restitutio ad integrum nell'arco di 3 e 4 mesi.
Questi pazienti hanno l'indice VES elevatissima (velocità di eritrosedimentazione che si effettua sul sangue).  Si ha un accorciamento della parte supero-anteriore del condilo di circa 2 mm e può essere accompagnata da necrosi del condilo. È presente un morso aperto. La terapia viene prescritta possibilmente da un reumatologo.
ARTROPATIA DEGENERATIVA: è una patologia cronica che si verifica nel caso in cui il disco articolare non si trova più nella sua sede abituale tra le superfici articolari. La diagnosi viene fatta attraverso radiografie. Un eventuale appiattimento dell'eminenza del condilo è sinonimo di danno irreversibile. Si assiste a una perdita di sostanza. Possono essere presenti osteofiti e si può verificare una proliferazione verso la parte esterna della superficie del condilo e anche sclerosi.
Esistono due forme di artropatia degenerativa:
1. Osteoartrosi
2. Artrite

Nelle fasi iniziali è presente osteoartrosi mentre successivamente si possono sovrapporre processi flogistici aggravando la situazione e sovrapponendosi così anche un processo di osteoartrite. Quest'ultima è un'infiammazione a carico dell'osso e dell'articolazione. Sia i segni clinici che i sintomi possono essere minimi malgrado la presenza di lesioni importanti del condilo.
Si assiste a una graduale perdita della cartilagine articolare e a una ipertrofia dell'osso.
Un caso specifico riguarda l'artrite reumatoide in cui però l'interessamento dell'ATM non è frequente. Nei soggetti affetti da artrite reumatoide in cui sia coinvolta l'ATM, la stessa si presenta tumefatta e dolente; si assiste a una limitazione dei movimenti, in special modo al mattino al risveglio. Nel caso dei bambini tale malattia porta a una malocclusione. Inoltre può verificarsi anche una anchilosi che richiede un intervento di condilectomia.
OSTEOARTROSI: è una condizione degenerativa ma non infiammatoria della mandibola. Si assiste a cambiamenti strutturali delle superfici articolari. Non c'è dolore e dolorabilità, ma la presenza di crepitio (paragonabile al rumore di foglie secche). Inoltre, vi è limitazione dell'apertura della bocca e deviazione verso il lato più colpito. Al RX si nota come la struttura dell'osso è modificata.
La terapia è la placca di stabilizzazione.
ARTRITE: è l'altra forma degenerativa in cui si instaura un processo infiammatorio chiamata sinovite secondaria. Vi è sia dolore sia dolorabilità, crepitio, limitazione funzionale con limitazione sempre verso il lato affetto dalla malattia. Al RX si notano cambiamenti strutturali dell'osso. La terapia riguarda antinfiammatori e miorilassanti. In più si ricorre a una placca distraente per ridurre il sovraccarico articolare che porterebbe a un inevitabile peggioramento dei sintomi.
Importante è insegnare al paziente a compiere esercizi muscolari senza sentire dolore, contrastando in questo modo le contratture muscolari, mantenendo al tempo stesso la funzione articolare. Si ricorre ai corticosteroidi solo nei casi più gravi. Si può notare dopo un'anamnesi accurata la presenza di una pregressa dislocazione meniscale che, evolvendosi, ha portato gradualmente a una degenerazione in questione.
ANCHILOSI FIBROSA: si tratta di limitazione dei movimenti dovuta ad aderenze di tipo fibroso tra il disco e la fossa. Nei casi gravi si può verificare una proliferazione delle cellule ossee all'interno della capsula con conseguente ossificazione. In questo caso ci troviamo di fronte a una vera e propria anchilosi ossea che porta a una totale immobilità dell'articolazione (evenienza fortunatamente molto rara). La causa può essere un trauma con emartrosi (raccolta di sangue che, organizzandosi, dà origine a lacinie cicatriziali). L'anchilosi fibrosa può anche avvenire come conseguenza di malattie infiammatorie.
Si assiste a una limitazione di apertura della bocca con deviazione verso il lato dell'anchilosi. Il dolore è avvertito dal paziente solo quando le lacinie vengono stirate oltre la loro massima lunghezza; viceversa sia a riposo che in movimento il paziente non avverte dolore. La terapia si basa su degli esercizi che aumentino la mobilità. Nei casi più gravi si asportano le aderenze attraverso un intervento chirurgico.
TRAUMI: FRATTURA INTRA ED EXTRACAPSULARI: in passato le fratture del condilo potevano passare inosservate per la scarsa sintomatologia che le accompagnavano. A oggi, con le radiografie, è possibile invece evidenziare molti tipi di fratture del condilo. Le più frequenti sedi di frattura del condilo sono a carico del collo, soprattutto nella porzione basale. La causa è soprattutto traumatica, in particolare per trauma indiretto sotto sinfisario mediano o paramediano, mentre il trauma indiretto laterale è più raro. Ci sono vari tipi di fratture, tra cui quella verticale che avviene per distacco in cui la forza è diretta sull'angolo della mandibola dal basso verso l'alto. Vi sono inoltre le fratture trasverse che sono invece dovute a flessione del collo. Si verifica quando la forza si applica sul mento dall'avanti e dal basso o verso l'esterno, sempre per una forza che agisce sul mento dal davanti in direzione orizzontale con conseguente, spesso, bilaterale.
Altri tipi di fratture sono le fratture oblique in cui la forza agisce sul mento orizzontalmente e obliquamente verso l'articolazione di un lato dove sarà di maggiore intensità. Questa forza provoca una frattura obliqua del collo del condilo, spingendo poi il ramo ascendente verso l'alto che, salendo, provoca una dislocazione del frammento prossimale solitamente verso l'esterno. Nell'altro lato della mandibola la forza violenta era inferiore dando quindi al corpo mandibolare il tempo di flettersi con conseguente frattura trasversa da iperflessione.
Sotto l'azione dei muscoli elevatori l'eventuale avvenuta dislocazione viene mantenuta dal risalire verso l'alto della branca ascendente. Inoltre le fratture possono essere intracapsulari ed extracapsulari: le intracapsulari includono le fratture del corpo del condilo e le fratture alte del collo; le extracapsulari si trovano nella parte media del collo o nella regione sottocondiloidea.
La terapia prevede l'uso di placche di riposizionamento e trattamenti ortodontici. Tali terapie vengono scrupolosamente scelte previa attenta anamnesi del paziente in base al tipo di sintomi e al tipo di disfunzione mandibolare associata a eventuale terapia farmacologica per rilassare la muscolatura e togliere l'eventuale dolore.
ARTRITE PSORIASICA: è caratterizzata da infiammazione con conseguente desquamazione all'altezza delle articolazioni, potendo portare a un esito di intensa necrosi della parte articolare del condilo. L'odontoiatra provvederà a far effettuare al paziente una radiografia per l'eventuale diagnosi.
ARTRITE INFETTIVA: si verifica per lo più in presenza di utiti, soprattutto nei bambini, quindi da processi infettivi contigui (utite media). Viceversa, potrebbe accadere che fosse una disfunzione temporo-mandibolare a generare una patologia all'orecchio medio attraverso un muscolo chiamato muscolo tensore del velo palatino che regola la funzione della tuba di Eustachio.
ARTRITE GOTTOSA: in presenza di iperuricemia si può verificare una precipitazione degli urati nell'articolazione temporo-mandibolare con conseguente infiammazione. Tuttavia, questa evenienza è piuttosto rara poiché essendo l'ATM poco colpita in questo tipo di artrite, infatti è consolidato il fatto che l'ATM maggiormente colpita in questo caso è la metatarsofalangea che riguarda il primo dito del piede. Le persone maggiormente colpite sono gli uomini.
CONDROMATOSI SINOVIALE: questa patologia colpisce soprattutto le femmine di età matura. È caratterizzata da infiammazione e dalla presenza di calcificazioni tra i corpi articolari, in particolare nei tessuti molli connettivali. Coinvolge l'ATM solitamente omolateralmente. La terapia è chirurgica attraverso l'asportazione dei corpi calcificati in artroscopia.
CONDROMA OSSEO E NEOPLASIE: la genesi riguarda residui cartilaginei di tipo rudimentale che possono dare origine a una forma tumorale di tipo benigno, ovvero il condroma, provocando dolore più spesso bilaterale e talvolta dando origine a uno osteocondroma e, portando inevitabilmente a una riduzione di apertura della bocca. Importante è l'utilizzo di una placca di distrazione, ovvero una placca realizzata in articolatore previa presa delle impronte delle due arcate e di una cera dicentrica in cui vengono scaricati tutti i contatti con le cuspidi vestibolari, che permette una sostanziale riduzione del carico articolare, previo intervento chirurgico.
Il condroma rappresenta la neoplasia più frequente nell'articolazione temporo-mandibolare poiché altri tipi di tumore sono estremamente rari, anche se si può assistere alla presenza di metastasi provenienti da altri distretti corporei. Nella maggior parte dei casi si assiste a una limitazione funzionale di solito non accompagnata da sintomatologia dolorosa.
NECROSI STEROIDEA: è una patologia fortunatamente rara. Era causata per lo più da farmaci a base di cortisone ma su questo tema vi sono pareri discordanti in quanto alcuni autori affermano che la causa fosse riconducibile a una condizione di sepsi.
CAPSULITE POSTERIORE E SINOVITE: la patologia è caratterizzata da una flogosi che riguarda lo strato più esterno della capsula articolare (vascolarizzato e innervato), detta capsulite e da una flogosi dello strato più interno detta sinovite la quale può originare da un trauma acuto o cronico che può essere diretto o indiretto oppure di un'interferenza del condilo, interferendo con il tessuto retrodiscale. Il dolore è molto forte quando la bocca è in chiusura in occlusione centrica, accompagnata da una limitazione dei movimenti e dolorabilità alla pressione. La conseguenza è una malocclusione acuta. La terapia include farmaci antinfiammatori e antidolorifici, associati eventualmente a placche distraenti per ridurre il carico articolare in fase acuta, e solo successivamente a placche di stabilizzazione per ridurre, se presente, l'eventuale attività parafunzionale.
STIRAMENTO E STRAPPAMENTO DEI LEGAMENTI CAPSULARI: si assiste alla comparsa e all'aumento del dolore durante la fase di traslazione e alla palpazione, con conseguente diminuzione dei movimenti di traslazione dovuti alla difesa che si viene a creare. La terapia prevede farmaci antinfiammatori e analgesici e antidolorifici.
ARTRITE REUMATOIDE: è una patologia a eziologia sconosciuta, cronica e sistemica. Si manifesta attraverso un'artrite infiammatoria a carico delle articolazioni periferiche, di solito simmetrica. È stata osservata una predisposizione genetica. L'interessamento dell'ATM porta ad alterazioni della masticazione associata a una sintomatologia dolorosa all'altezza dell'orecchio medio e della gola. Da un punto di vista dell'anatomia patologica, la membrana sinoviale va incontro ad atrofia a tal punto da ricoprire la cartilagine articolare (panno); il panno finisce per distruggere gradualmente sia la cartilagine articolare che l'osso sub-condrale che stanno nel piano sottostante. È stato osservato che, con il tempo, la malattia, avanzando, porta a un'anchilosi ossea (grossa difficoltà masticatoria). Si può assistere inoltre a rottura tendinea. La sintomatologia relativa include dolore spontaneo e alla palpazione, calore e rossore (infiammazione) e tumefazione.

### Interferenze
Per la diagnosi clinica, il paziente viene visitato e si valuta l'eventuale presenza di pre-contatti o eventuali interferenze centriche che non permetterebbero un'intercuspidazione massima; in questo modo la mandibola dovrebbe spostarsi per riuscire ad avere più contatti possibili. Deve essere esclusa un'occlusione traumatica. Quest'ultima è rappresentata da tutte quelle forze che vanno a scaricarsi sulle superfici occlusali che provocano danni al parodonto. Queste forze sono di tipo muscolare, soprattutto nel forte bruxista.
Per intercettare eventuali schiocchi o scricchiolii, come un crepitio di foglie che potrebbe essere indice di artrosi dell'articolazione, si fa aprire e chiudere ripetutamente la bocca al paziente e posizionando le dita sulle articolazioni.
PRECONTATTI O PREMATURITÀ O INTERFERENZE CENTRICHE
Riguardano tutti quei contatti che provocano spostamenti della mandibola in modo tale da ottenere un maggior numero di contatti.
Sono dei contatti che non permettono un'intercuspidazione massima ideale.
Le interferenze centriche possono essere suddivise in:
- interferenze centriche protrusive provocano scivolamento in avanti della mandibola e il condilo è in posizione anteriore nella fossa dovuto a un precontatto. Il danno che si ha a livello dell'ATM non è precoce, infatti ciò che compare più spesso riguarda le contratture.
-Le interferenze centriche retrusive portano distalmente la mandibola.
Nel primo caso possiamo effettuare una manipolazione di Dowson: il paziente è sdraiato mentre il medico, dietro di lui, pone i due pollici sul mento esercitando una forza verso il basso e posteriormente mentre le altre quattro dita sul margine inferiore della mandibola in direzione supero-mesiale. La forza che ne risulta è supero-posteriore in modo che il condilo si alloggi nella fossa.
TERAPIA DELLE INTERFERENZE CENTRICHE
Dobbiamo ricorrere a delle placche di svincolo che permettono alla mandibola di posizionarsi correttamente in modo che vi sia una corretta attività muscolare per un rapporto condilo, menisco e cavità glenoidea corretta, eliminando l'interferenza.
INTERFERENZE ECCENTRICHE
1) interferenza lavorante (latero-trusione)
2) interferenze bilanciate (o in mesiotrusione)
3) interferenze durante la protrusione
1.  Sono tutti quei contatti tra i denti che si hanno nel lato dell'arcata dove si ha il movimento mandibolare e che rende impossibile il contatto dei canini tra loro o la funzione di gruppo.
2. Sono tutti quei contatti tra i denti che riguardano l'emiarcata controlaterale rispetto alla direzione del movimento della mandibola. Questo porta ad alterazione della guida canina o alla funzione di gruppo dalla parte in cui si sposta la mandibola. Queste interferenze hanno delle conseguenze dannose a carico del ATM in quanto nella cuspide dove risiede l'interferenza si crea un'azione di fulcro quando i denti controlaterali vengono a contatto tra loro, nuocendo al condilo. Le interferenze bilancianti risultano essere più dannose rispetto alle lavoranti.
3. Sono di due tipi: le posteriori e le interferenze degli incisivi. Le posteriori sono nocive perché più vicine all'ATM in vicinanza della muscolatura deputata alla chiusura della bocca. In più sono nocive perché per superare l'ostacolo dell'interferenza, la mandibola è costretta a una apertura eccessiva durante il movimento di traslazione (della mandibola stessa) con conseguente allungamento anomalo dei fusi neuromuscolari dei muscoli deputati all'elevazione della mandibola; tutto questo è amplificato in caso di forte stress emotivo.
Se l'aumento della ripidità della guida incisiva riguarda un dente solo vi sarà uno spostamento dello stesso perché il tessuto di sostegno non reggerà alla eccessiva sollecitazione. Se l'aumento della ripidità della guida riguarda più elementi le conseguenze dipenderanno dal grado di overbite e dall'angolo interincisivo. In questa condizione detta di “muro anteriore” a chiusura della bocca si assiste ad un movimento posteriore del condilo e della mandibola: il condilo tende a assumere una posizione posteriore rispetto al menisco, facilmente evidenziabile alla RX.
TERAPIA INTERFERENZE ECCENTRICHE
Possiamo utilizzare placche di estraenti in caso di lock, placche di svincolo in caso di contratture muscolari importanti e placche di stabilizzazione per ridurre il trauma occlusale.

## Esposizione chirurgica
L'esposizione chirurgica dell'articolazione temporo-mandibolare è difficile soprattutto a causa della vicinanza dei rami del nervo faciale che non devono essere danneggiati se si vuole evitare un danno permanente. Sono sottoposti particolarmente a rischio i rami temporali del nervo faciale. Essi abbandonano la ghiandola parotide in corrispondenza del suo margine antero-superiore e, risalendo verticalmente, incrociano l'arcata zigomatica al davanti dell'articolazione temporo-mandibolare, in corrispondenza del margine anteriore dell'eminenza articolare. L'esposizione dell'articolazione mediante un taglio orizzontale al di sotto dell'arcata zigomatica riesce perciò impossibile, sebbene questa incisione, insieme a un taglio verticale al davanti del meato acustico sia quella che consentirebbe il migliore accesso all'articolazione. L'articolazione può essere invece esposta aggredendola dall'alto e dal dietro. A questo scopo, la ghiandola parotide deve essere dislocata anteriormente e in basso, insieme ai rami del nervo faciale che vengono in questo modo allontanati dal campo operatorio. Per ottenere la miglior mobilità della ghiandola parotide, il taglio viene fatto su un piano verticale, immediatamente al davanti del trago, cominciando circa 2 cm al di sopra dell'arcata zigomatica. In corrispondenza della sua estremità inferiore, l'incisione deve essere proseguita indietro a circondare il meato acustico esterno. Superata la cute e la fascia superficiale, si raggiungono i tessuti molli in corrispondenza della radice dell'arco zigomatico che vengono spostati in direzione anteriore; si isolano quindi l'arteria temporale superficiale e la vena omonima che vengono legate e tagliate nel punto in cui emergono dal polo superiore della ghiandola parotide. La ghiandola stessa viene allora separata per via smussa dalla cartilagine del meato acustico e gradualmente sospinta verso l'avanti e in basso. È molto importante fare attenzione a non distaccare il pericondrio dalla cartilagine per evitare la necrosi di parti della cartilagine stessa che possono condurre a gravi danni postoperatori dell'orecchio esterno. Quando la ghiandola parotide viene spostata in avanti e in basso, si localizza il processo postglenoideo dell'osso temporale al di sotto dell'arcata zigomatica e in corrispondenza dell'estremità mediale del meato acustico esterno. Partendo da questo punto si può anche mettere in luce l'estremità articolare della capsula. Spesso è possibile localizzare chiaramente l'incisura articolare in corrispondenza del margine inferiore della radice dell'arcata zigomatica, al davanti del processo postglenoideo e della parte ossea del meato acustico esterno; seguendo l'incisura in direzione anteriore si può avvertire il tubercolo articolare. In tal modo, si viene a esporre la superficie laterale della capsula articolare rinforzata dal legamento temporo-mandibolare e il periostio che, nei casi di anchilosi ossea, rimpiazza la capsula. È spesso possibile esporre anche la parete posteriore della capsula in tutta la sua estensione. La parte laterale della regione posteriore della capsula è visibile dopo avere allontanato il tessuto connettivo lasso, talvolta contenente i lobuli più alti della ghiandola parotide, che riempie lo spazio al davanti del meato acustico cartilagineo. Per via smussa si può separare la parete posteriore della capsula dalla superficie anteriore dell'osso timpanico.
I tessuti molli che ricoprono l'inserzione inferiore o mandibolare della capsula, possono essere spostati in avanti e in basso sempre per via smussa, fino a esporre il polo laterale del condilo o il collo della mandibola. Questo procedimento consente l'accesso all'articolazione con un tragitto sufficientemente largo in modo tale da permettere la resezione del condilo o l'asportazione del disco, che rappresentano i motivi più frequenti di intervento chirurgico in questa regione.
Un altro metodo per esporre l'articolazione temporo-mandibolare e l'intero ramo mandibolare è l'aggressione chirurgica submasseterica (di Risdon). Con il dovuto riguardo per il ramo mandibolare del nervo faciale, viene esposto il margine inferiore della regione angolare della mandibola con un'incisione effettuata al di sopra del margine mandibolare stesso. Quindi si ribatte l'inserzione del muscolo massetere dalla superficie esterna del ramo. In vicinanza dell'angolo mandibolare questo risulta difficile in quanto le lamine tendinee del massetere sono fortemente aderenti alle creste ossee irregolari dell'osso. Tuttavia, più in alto, il periostio e i fasci muscolari che gli sono connessi possono essere facilmente distaccati dall'osso. Questa esperienza può aver dato origine alla descrizione di uno spazio submasseterico che non esiste. Il lembo che è costituito da muscolo, ghiandola parotide con il plesso del nervo faciale, fascia superficiale e cute, può essere facilmente allontanato dal piano osseo del ramo mandibolare, fino a consentire una buona via di accesso all'articolazione temporo-mandibolare.
Moltissimi casi di deficit articolari tradotti spesso in un complesso quadro sintomatologico, ben lontano talvolta dalla localizzazione dell'atm, vengono ignorati o mal interpretati. La patologia dell'ATM è di interesse multidisciplinare, con il coinvolgimento dell'odontoiatra (gnatologo), del chirurgo maxillo-facciale, del fisiatra e del fisioterapista, oltre che del neurologo e dell'otorinolaringoiatra che di concerto possono giungere a una corretta diagnosi e a una terapia integrata.
Il ruolo determinante nella diagnosi appartiene all'artroscopia (come per altre articolazioni), tuttavia non è ancora molto diffusa.
Le classificazioni correnti suddividono le disfunzioni intracapsulari dell'ATM, spesso in correlazione con l'occlusione dentale, dai disordini extracapsulari di frequente carattere miodisfunzionale e dalle caratteristiche, note cliniche sfumate e extrastomatognatiche.
È importante verificare l'occlusione dei pazienti con disturbi articolari, siano essi di natura muscolare che articolare vera e propria.
Un elenco dei sintomi della sindrome temporo-mandibolare comprende:
- dolore o rumori (schiocchi oppure sfregamento) all'articolazione della mandibola
- limitazione dell'apertura della bocca
- deviazioni dell'apertura della bocca
- cefalea
- dolore e affaticamento ai muscoli del viso, fino a nevralgia del trigemino in casi gravi
- dolore o rigidità al collo (cervicalgia), alle spalle e alla schiena
- lombalgia (mal di schiena)
- dolore alle orecchie (otalgia)
- acufeni (ronzii o fischi alle orecchie)
- sensazione di avere le orecchie tappate
- ipoacusia (riduzione dell'udito)
- dolore agli occhi o intorno agli occhi (oftalgia)
- affaticamento della vista e difficoltà a mettere a fuoco gli oggetti, fino ad appannamento visivo e diplopia
- capogiri e vertigini
- formicolio o intorpidimento (parestesia) alle mani e alle braccia
- mal di denti

Se non curata, specie se in presenza di pregressi problemi e disturbi mioscheletrici, può sviluppare una difficoltà permanente o un blocco dell'articolazione, miospasmi e mialgia cronica generalizzata mediata centralmente, fino alla fibromialgia

## Alterazioni legate a protesi incongrue
Nell'esecuzione di un manufatto protesico il medico deve rispettare quelli che sono i canoni fisiologici delle arcate dentarie affinché si abbia un'occlusione corretta. Ad esempio deve essere rispettata la curva di Spee la quale rappresenta una curva anteroposteriore che riguarda le superfici occlusali; è a concavità superiore e inizia dal canino inferiore e precisamente all'altezza della punta per poi seguire le punte delle cuspidi vestibolari sia dei premolari sia dei molari. Nel caso di eccessiva accentuazione della curva di Spee o nel caso in cui questa sia modificata, per esempio in seguito alla migrazione di alcuni elementi dentali, si possono creare delle alterazioni a livello occlusale che possono portare ad alterazioni funzionali con conseguenti disturbi a carico dell'ATM.
Da tener presente che anche la cementazione di un ponte o di una corona può alterare in qualche modo il tragitto di chiusura della bocca con deviazione laterale del punto interincisivo.
Allo stesso modo se si ha un'alterazione della curva di Wilson, la quale è una curva a concavità superiore nel piano frontale, che si ottiene tracciando una linea immaginaria nel piano frontale che collega la punta delle cuspidi dei molari di entrambi i lati dell'arcata. Tale curva dà la possibilità di ottenere uno scivolamento occlusale armonico delle cuspidi vestibolari dell'arcata inferiore, sulle cuspidi vestibolari dell'arcata superiore durante la lateralità. Nel caso in cui la curva di Wilson fosse alterata, potremmo avere un movimento funzionale altrettanto alterato a causa di interferenze occlusali con, anche in questo caso, ripercussioni dannose a carico dell'ATM.